# دانیلو استویکوویچ
دانیلو استویکوویچ (انگلیسی: Danilo Stojković؛ ۱۱ اوت ۱۹۳۴ – ۱۶ مارس ۲۰۰۲) یک هنرپیشه اهل صربستان بود. وی بین سال‌های ۱۹۶۴ تا ۲۰۰۲ میلادی فعالیت می‌کرد.
از فیلم‌ها یا برنامه‌های تلویزیونی که وی در آن نقش داشته است می‌توان به زیرزمین، مرشد و مارگاریتا اشاره کرد.